# Вељке Косихи
Вељке Косихи (слч. Veľké Kosihy, мађ. Nagykeszi) насељено је мјесто са административним статусом сеоске општине (слч. obec) у округу Коморан, у Њитранском крају, Словачка Република.

## Становништво
| Година:    | 1994. | 2004.   | 2014.   | 2024.   |
| ---------- | ----- | ------- | ------- | ------- |
| Број људи: | 986   | 987     | 982     | 956     |
| Разлика:   |       | +0,10 % | -0,50 % | -2,64 % |

| Година:    | 2023. | 2024.   |
| ---------- | ----- | ------- |
| Број људи: | 958   | 956     |
| Разлика:   |       | -0,20 % |

Према подацима о броју становника из 2011. године насеље је имало 979 становника.